# Synanthedon hippophae
Synanthedon hippophae is een vlinder uit de familie wespvlinders (Sesiidae), onderfamilie Sesiinae.
Synanthedon hippophae is voor het eerst wetenschappelijk beschreven door Xu in 1997. De soort komt voor in het Palearctisch gebied.